# Monrose (Schauspieler)
Monrose (* 6. Dezember 1783 als Claude-Louis-Séraphin Barizain in Besançon; † 20. April 1843 in Montmartre) war ein französischer Theaterschauspieler und Komödiant.

## Leben
Barizain entstammt einer Schauspielerfamilie. Bereits sein Vater Jean-François Barizain trug den Künstlernamen Monrose. Seine ersten Bühnenerfahrungen sammelte er am Théâtre des Jeunes-Artistes und am Théâtre Montansier. Weitere Engagements folgten in Bordeaux, Nantes, in Italien und in Lyon. Schließlich debütierte er am 11. Mai 1815 am Théâtre Français. Trotz der politischen Umstände während der Herrschaft der Hundert Tage, die das Interesse der Öffentlichkeit vom Theater wegführten, wurde das Talent des neuen Schauspielers gefeiert. Auf Druck des Publikums wurde er entgegen den Gepflogenheiten, die für einen Neuling eine Bewährungszeit vorsahen, 1816 in das Ensemble aufgenommen.
Als im Zuge der zweiten Restauration frühere Kräfte wieder in ihre Funktionen eingesetzt wurden, weigerten sie sich, Monrose seinen erworbenen Status zuzuerkennen. Sie zwangen ihn zu einem neuen Debüt am 1. April 1817. Danach sollte ihm die Mitgliedschaft im Ensemble dauerhaft zugesichert werden. Seine größten Erfolge feierte Monrose in Beaumarchais’ Le Barbier de Séville und in Molières Die Schelmenstreiche Scapins.
Monrose war von kleiner, schmächtiger Statur. Seine etwas weniger anmutigen Gesichtszüge kompensierte er durch geistreiches und schwungvolles Spiel. Während er auf der Bühne fröhlich und lebhaft wirkte, blieb sein Leben abseits des Theaters traurig und der Tod seiner Frau stürzte ihn in eine tiefe Depression.
Schließlich starb er am 20. April 1843 im Alter von 59 Jahren in einem Krankenhaus am Montmartre an einer „unheilbaren Melancholie“.
Sein Sohn Louis-Martial Barizain (1809–1883) folgte den Fußstapfen seines Vaters und trat ebenfalls unter dem Namen Monrose auf. 1866 wurde er als Nachfolger von Joseph Isidore Samson Professor am Conservatoire de Paris.